# IK Huge
IK Huge, Idrottsklubben Huge, är en idrottsklubb från stadsdelen Bomhus i Gävle. Klubben bildades 20 november 1927 genom en sammanslagning av Kastets IF (bildad 1920) och Bomhus IK (bildad 1921). Föreningen har två SM-guld i bandy samt har även spelat tre säsonger i ishockeyns högsta serie. Vintern 2022 har klubben verksamhet inom fotboll, ishockey och innebandy. Föreningens verksamhet är på Kastvallens idrottsplats som består av tre fotbollsplaner i olika storlek samt en ishall.

## Bandy
IK Huge har två SM-guld i bandy 1939 och 1940, samt 15 säsonger i Sveriges högsta division mellan åren 1938 och 1964.

## Fotboll
IK Huge har spelat flera säsonger i landets tredje högsta division, första gången säsongen 1940/1941 och senast 1982. Säsongen 2024 spelar de i division 3 södra Norrland. 
IK Huges damlag spelar i division 2 södra Norrland säsongen 2024. 

## Ishockey
Klubben ansökte 1938 om inträde i Svenska Ishockeyförbundet, och spelade sin första ishockeymatch på Kastvallen den 26 januari 1939. Klubben vann därefter DM-titlarna 1939, 1940 och 1943. IK Huge spelade i Sveriges högsta division säsongerna 1949/50, 1950/51 och 1952/53 samt dessutom tolv säsonger i Division II. Efter att har åkt ur Division II 1962 lades ishockeyverksamheten ner. I början av 1970-talet återstartades den igen med ett pojklag. 1994 anmälde man ett seniorlag för första gången sedan 1960-talet. Den 2 december 1995 fick man tillgång till konstfrusen isbana. 2006 byggde man i egen regi ishall över den konstfrusna uterinken.
Säsonger
| Säsong    | Division                        | Placering | Playoff/Kval                                               |
| --------- | ------------------------------- | --------- | ---------------------------------------------------------- |
| 1939/1940 | Gästrikeserien Div A            | 1         | 2:a i slutspelet, 3:a i Strömsbroserien Div A              |
| 1940/1941 | [ a ]                           |           | SM: Utslagna i första omgången av Hammarby                 |
| 1941/1942 | [ a ]                           |           | SM: Utslagna i första kvalomgången av Sandviken            |
| 1942/1943 | Division II Norra               | 3         |                                                            |
| 1943/1944 | Division II Norra               | 2         | SM: Utslagna i andra kvalomgången av Brynäs                |
| 1944/1945 | Division II Norra               | 2         | SM: Utslagna i första omgången av AIK                      |
| 1945/1946 | Division II Norra               | 4         |                                                            |
| 1946/1947 | Division II Norra               | 3         |                                                            |
| 1947/1948 | Division II Norra               | 1         | Kval:Utslagna av Leksand                                   |
| 1948/1949 | Division II Norra               | 1         | uppflyttade                                                |
| 1949/1950 | Division I Norra                | 4         | SM: Utslagna i andra omgången av Hammarby                  |
| 1950/1951 | Division I Norra                | 5         | nerflyttade SM: Utslagna i andra omgången av Södertälje SK |
| 1951/1952 | Division II Norra               | 1         | uppflyttade                                                |
| 1952/1953 | Division I Norra                | 6         | nerflyttade                                                |
| 1953/1954 | Division II Norra               | 7         | nerflyttade                                                |
| 1954/1955 | Division III Uppsvenska Östra   | 5         |                                                            |
| 1955/1956 | [ a ]                           |           |                                                            |
| 1956/1957 | Division III Norra Östsvenska B | 6         |                                                            |
| 1957/1958 | Division III Norra Östsvenska B | 3         |                                                            |
| 1958/1959 | Division III                    | 1         | 1:a i kvalserien, uppflyttade                              |
| 1959/1960 | Division II Östra A             | 7         | nerflyttade                                                |
| 1960/1961 | Division III Norra Östsvenska B | 1         | 3:a i kvalserien, uppflyttade                              |
| 1961/1962 | Division II Östra A             | 8         | nerflyttade                                                |

Anmärkningar
1. 1 2 3  Oklart om klubben deltog i seriespel denna säsong.